# Lido (cantor)
Peter Losnegård (Tysvær, 26 de outubro de 1992), conhecido como Lido, é um cantor, produtor musical e compositor norueguês.